# Осьмак Наталія Кирилівна
Ната́лія Кири́лівна Осьма́к (нар. 22 грудня 1941, м. Київ) — українська громадська діячка, біографиня й дослідниця життя та діяльності Кирила Осьмака.

## Життєпис

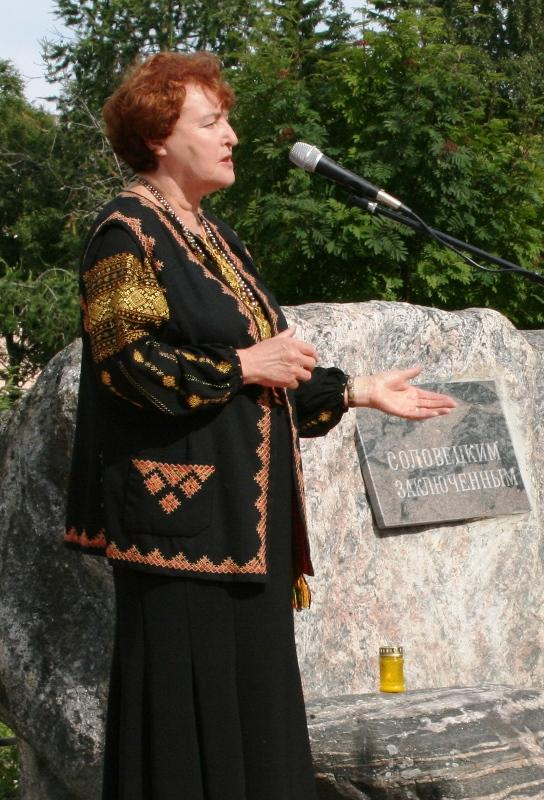
Наталія Осьмак промовляє на жалобному мітингу (Соловки, 08.08.2008. Фото Сергія Шевченка)

Народилася в сім'ї одного з провідних діячів українського національно-визвольного руху Кирила Осьмака, уродженця містечка Шишаки (згодом селище міського типу в Полтавській області). Мати Людмила Богдашевська родом із с. Кривошиїнці (Сквирський район Київської області). У 1943 р. сім'я переїхала з Києва на Західну Україну (Львів, Сколе, Недільна, Опака, Підбуж), з 1944 р. К. Осьмак перебував у підпіллі, того ж року арештований і ув'язнений. У повоєнний час, щоб приховати походження доньки, у її свідоцтві про народження записали: Осьмак Наталія Богданівна, народилася 22 січня 1942 року в м. Тернопіль.
Закінчивши школу, з 1958 року жила в Переяславі-Хмельницькому на Київщині, працювала учнем рахівника. Певний час жила в Києві, в гуртожитках Київського автомобільно-дорожнього інституту, де здобувала освіту з 1960 по 1965 роки за спеціальністю інженерки-будівельниці мостів і тунелів. З 1963 жила на масиві Торгмаш у Броварах, що під Києвом. Тут її матері 1960-го надали однокімнатну квартиру. З 1996 року живе в Києві.
Працювала за фахом у м. Черкаси, в мостовому відділі інституту Діпроцивільпромбуд. З липня 1967 року — в проєктному інституті Союзшляхпроєкт у Києві. Брала участь у проєктуванні Північного й Південного мостів через Дніпро в Києві (1970—1990), мостів через річку Прут у Чернівцях (1981—1985), а також у Карелії на автотрасі Ленінград — Мурманськ (1977—1987), Подільського мостового переходу через Дніпро в Києві, автомагістралі через Дніпро в м. Запоріжжя. Була керівником групи ЗАТ «Київсоюзшлях». З березня 2014 року на пенсії.
Про життя й роль батька в національно-визвольному русі, як діяча Української Центральної Ради, ОУН, Президента УГВР, дізналася на початку 1990-х. За порадою історика, колишнього головнокомандувача УПА Василя Кука, опрацювала батькові листи за темами: умови його перебування в ув'язненні; педагогічні роздуми; біографічні подробиці тощо. В Україні й Російській Федерації (у містах Москва, Владимир, Рязань), починаючи з 1994 року, ознайомилася з розсекреченими архівними справами спецслужб та іншими документами, що стосувалися Кирила Осьмака.

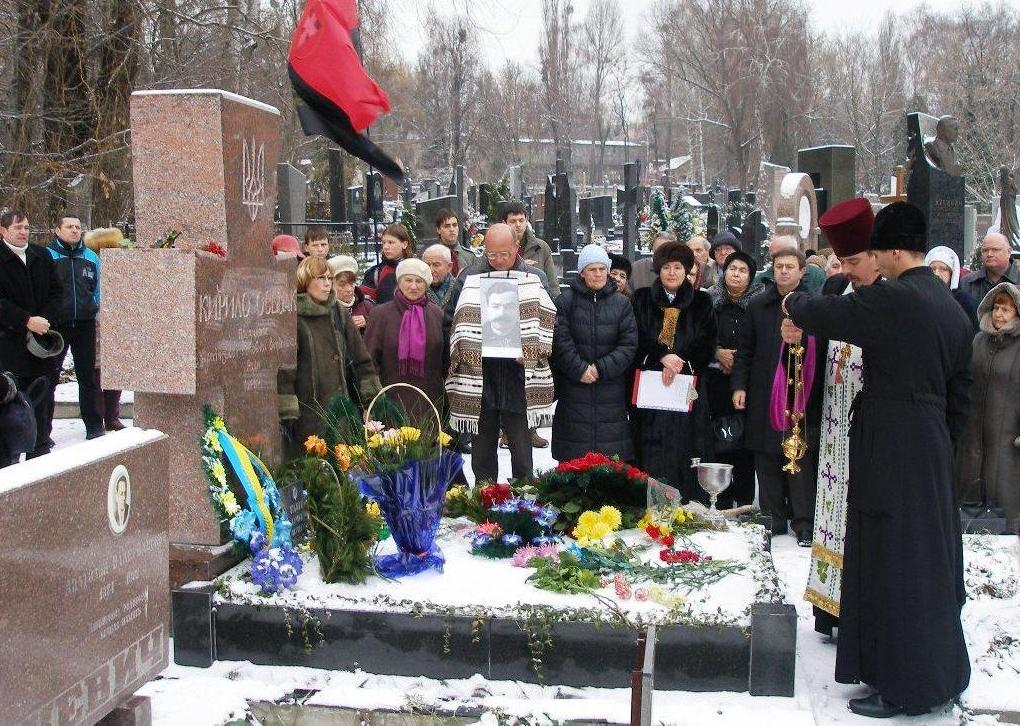
Освячення пам'ятника на могилі Кирила Осьмака (Київ, Байкове кладовище, 1 грудня 2007 року. Фото Сергія Шевченка)

Могила Кирила Осьмака на Байковому кладовищі

Разом із чоловіком Степаном Громадським віднайшла в м. Владимир місце поховання батька, а восени 2004-го його прах перевезла з-під стін Владимирського централу до Києва й 11 грудня того ж року поховала на Байковому кладовищі (ділянка 49а). На могилі Кирила Осьмака 1 грудня 2007 року освячено пам'ятник — козацький хрест (скульптор Микола Малишко).
У 2006 році Н. Осьмак була кандидаткою в народні депутати України за виборчим списком політичної партії «Українська Національна Асамблея»).

## Творчість, увічнення пам'яті батька
У співпраці з істориком Юрієм Шаповалом створила радіо- і телепередачі про Кирила Осьмака (1996, 1998).
Відеофільми «Незламний Президент» (1998), «Четвертий крок до державності» (1999) — за сприяння середовища УГВР.
З нагоди 110-річчя від дня народження Кирила Осьмака художник Борис Плаксій написав його портрет (робота експонується в галереї Івана Кавалерідзе).
У квітні 2004 р. видано 41-й том Літопису УПА «Кирило Осьмак — президент УГВР. (Документи і матеріали)», в який увійшли матеріали зі слідчих справ, листи К. Осьмака до родичів, світлини (Видавництво Літопису УПА, упорядник тому Н. Осьмак, працювала над ним з 2000 р.).
Книжка Н. Осьмак «Кирило Осьмак — нескорений Президент УГВР» (2008); поет Дмитро Павличко написав поему «Кирило Осьмак».
«Боротьба за державу Україну триває… (із матеріалів судового процесу)» (2011, упорядник друкованого видання — Н. Осьмак).
Книжка Н. Осьмак «Кирило Осьмак: автопортрет в листах на тлі Владімирського централу» (2014) — листи з тюрми до родичів (передмова шістдесятниці Михайлини Коцюбинської).
Автор публікацій у періодиці, учасниця теле-, радіопередач, громадських заходів, пов'язаних зі вшануванням пам'яті Кирила Осьмака.

## Громадська діяльність
Заступник голови (1995), член Всеукраїнської ліги українських жінок, голова Київської міської організації ВЛУЖ.
Член (секретар) Всеукраїнського братства ОУН-УПА імені генерал-хорунжого Романа Шухевича.
У складі делегацій громадськості неодноразово брала участь у «Соловецьких прощах», міжнародних днях пам'яті жертв політичних репресій, відвідувала з цією метою меморіал у Левашово (Санкт-Петербург), урочище Сандармох у Медвеж'єгорському районі Республіки Карелії та Соловецькі острови (РФ). Член правління громадської організації «Міжнародне об'єднання „Соловецьке братство“».
Член Оргкомітету з підготовки міжнародного суду над злочинами комунізму проти людства (2009).

## Нагороди, відзнаки
Орден княгині Ольги III ступеня (2009) — за визначний особистий внесок у відстоювання національної ідеї, становлення і розвиток Української незалежної держави та активну політичну і громадську діяльність.